# Please Stay (The Drifters)
Please Stay è un vecchio brano musicale del gruppo musicale statunitense The Drifters pubblicato nel 1961.

## Cover
Numerosi artisti internazionali hanno realizzato numerose cover del brano tra cui Duffy che l'ha inclusa nel suo album di debutto Rockferry.